# Renouvelons le projet européen en Roumanie
Renouvelons le projet européen en Roumanie (en roumain : Reînnoim Proiectul European al României, REPER) est un parti politique pro-européen roumain fondé le 31 mai 2022 par Dacian Cioloș, ancien président de l'Union sauvez la Roumanie (USR) et ancien premier ministre, et quatre autres députés européens. L'enregistrement officiel au registre des partis a lieu le 3 août 2022. Le parti s'est séparé de l'USR et est dirigé par Ramona Strugariu et Dragoș Pîslaru, en tant que coprésidents,.

## Résultats électoraux

### Élections législatives
| Année | Chambre des députés | Chambre des députés | Chambre des députés | Sénat   | Sénat | Sénat   | Gouvernement                                                        |
| Année | Voix                | %                   | Mandats             | Voix    | %     | Mandats | Gouvernement                                                        |
| ----- | ------------------- | ------------------- | ------------------- | ------- | ----- | ------- | ------------------------------------------------------------------- |
| 2024  | 114 223             | 1,24                | 0 / 331             | 126 408 | 1,37  | 0 / 136 | Extra-parlementaire : opposition (2024-2025), Bolojan (depuis 2025) |

### Élections européennes
| Année | Voix    | %    | Mandats | Rang | Groupe |
| ----- | ------- | ---- | ------- | ---- | ------ |
| 2024, | 334 697 | 3,74 | 0 / 33  | 6e   | NC     |